# Fimaro
Fimaro Cluj-Napoca este o companie producătoare de construcții metalice din România.
Printre acționarii importanți ai firmei se numără David Victor, care deține 15,14% din capitalul social, Baciu Voicu, cu 15,11% și Lasca Ștefan, cu o participație tot de 15,11%.
Cifra de afaceri:
- 2007: 22 milioane lei (6,6 milioane euro)[1]
- 2006: 18,2 milioane lei[1]